# Stellvertreter (Entwurfsmuster)
Der Proxy, auch Stellvertreter genannt, ist ein Entwurfsmuster aus dem Bereich der Softwareentwicklung, das zur Kategorie der Strukturmuster (englisch structural design patterns) gehört. Das Muster überträgt die Steuerung eines Objektes auf ein vorgelagertes Stellvertreterobjekt. Es ist ein Entwurfsmuster der sogenannten Viererbande.
Ein Proxy in seiner allgemeinsten Form ist eine Klasse, die als Schnittstelle zu einem so genannten Subjekt auftritt. Dieses Subjekt kann beispielsweise eine Netzwerkverbindung, ein großes Objekt im Speicher, eine Datei oder eine andere Ressource sein. Als Stellvertreter dieses Subjektes kann der Proxy die Erzeugung des Subjektes sowie den Zugriff darauf steuern.

## Verwendung
Der Stellvertreter hat sich in verschiedenen Anwendungsfällen als nützlich erwiesen. Je nach Verwendung unterscheidet man verschiedene Arten von Stellvertreterobjekten:
Als Remote-Proxy wird ein lokaler Stellvertreter für ein Objekt in einem anderen Adressraum bezeichnet. Er wird beispielsweise in Netzwerkanwendungen oder bei DCOM verwendet.
Ein virtueller Stellvertreter dient der Verzögerung aufwändiger Operationen auf den Zeitpunkt des tatsächlichen Bedarfs. Typische solcher teuren Operationen sind die Erzeugung oder die Veränderung eines komplexen Objektes.
Zur Durchsetzung von Zugriffsrechten auf ein Objekt kommt ein Schutzproxy zum Einsatz. Dies ist insbesondere dann nützlich, wenn unterschiedliche zugreifende Objekte verschiedene Zugriffsrechte auf das zu schützende Objekt haben sollen. Ein konkretes Beispiel für Schutzproxys sind Kernel-Proxys, welche den Zugriff auf Betriebssystemobjekte steuern.
Stellvertreter kommen ebenfalls zum Einsatz, um an den eigentlichen Zugriff auf das Objekt weitere Operationen zu binden. Das Objekt bleibt damit von diesen Operationen unabhängig. Für diese Art von Stellvertretern hat sich der Begriff der Smart References etabliert. Das Zählen von Referenzen und Persistenzoperationen sind typische Anwendungsfälle.

## UML-Diagramm

### Klient
Der Klient stellt das Objekt dar, welches durch den Stellvertreter auf das reale Subjekt zugreift.

### Stellvertreter
Der Stellvertreter bietet nach außen hin eine zum realen Subjekt identische Schnittstelle. Er verwaltet eine Referenz auf dieses und ist eventuell auch verantwortlich für dessen Erzeugung und Löschung. Weitere Verantwortlichkeiten ergeben sich aus der Art des Stellvertreters.

### Subjekt
Das Subjekt definiert die gemeinsame Schnittstelle von Stellvertreter und realem Subjekt. Dadurch wird die Verwendung von Stellvertretern anstatt realer Subjekte möglich.

### Reales Subjekt
Das reale Subjekt ist das durch den Stellvertreter repräsentierte Objekt.

## Beispiele

### Passwortschutz
Passwortschutz von einigen Methoden innerhalb einer Klasse, z. B. Klasse Konto (mit Methoden einzahlen und auszahlen).
Der Proxy ist eine neue Klasse (KontoMitPasswort) → Assoziation zur alten Konto-Klasse. Die Methoden in der Proxyklasse fragen den Benutzer nach einem Passwort und rufen dann die Methoden der Klasse Konto auf (bei richtigem Passwort).

### Ferner Zugriff
Java RMI ist eine Möglichkeit, auf entfernte (sprich in einer anderen JVM laufende) Objekte zuzugreifen, wobei sich der Zugriff nicht von dem auf lokale Objekte unterscheidet. Dies wird durch so genannte Stubs und Skeletons erreicht, die entsprechend dem Proxy-Entwurfsmuster die Schnittstelle des jeweils entsprechenden Kommunikationspartners implementieren und den Methodenaufruf an diesen (meist über ein Netzwerk) weiterleiten.

### Objektorientierte Programmierung
Im objektorientierten Umfeld erlaubt der Stellvertreter somit, die Objektinitialisierung von der Objekterschaffung zu trennen. Somit werden die Kosten für den Zugriff auf ein Objekt gesenkt und eine lokale Unabhängigkeit bzw. Transparenz geschaffen.

### Weiteres Anwendungsbeispiel: Kombination mit Fliegengewicht
In Situationen, in denen mehrere Kopien eines komplexen Objektes existieren müssen, kann das Proxy-Entwurfsmuster mit dem sogenannten Fliegengewicht-Entwurfsmuster kombiniert werden, um den Speicherbedarf zu senken. Dabei wird typischerweise nur eine Instanz des komplexen Objektes erzeugt, sowie mehrere kleinere Proxy-Objekte, die auf dieses Objekt verweisen und als Schnittstelle bzw. Stellvertreter agieren. Alle Operationen auf die Proxy-Objekte werden an das ursprüngliche Objekt weitergeleitet. Existieren keine Instanzen des Proxys mehr, so kann auch das ursprüngliche Objekt aus dem Speicher entfernt werden.

### C++
Diese C++11 Implementierung basiert auf dem vor C++98 Beispielcode im Buch Entwurfsmuster.
```
#include
 
<iostream>

#include
 
<cstring>

typedef
 
double
 
Koordinate
;

class
 
Punkt
 
{

public
:

  
Punkt
(
Koordinate
 
x
 
=
 
0.0
,
 
Koordinate
 
y
 
=
 
0.0
)
 
{}

  
friend
 
bool
 
operator
==
(
const
 
Punkt
&
,
 
const
 
Punkt
&
)
 
{

    
return
 
false
;

  
}

  
friend
 
std
::
ostream
&
 
operator
<<
(
std
::
ostream
&
 
o
,
 
const
 
Punkt
&
)
 
{

    
return
 
o
;

  
}

  
friend
 
std
::
istream
&
 
operator
>>
(
std
::
istream
&
 
i
,
 
Punkt
&
)
 
{

    
return
 
i
;

  
}

};

static
 
const
 
Punkt
 
NullPunkt
;

class
 
Event
;

class
 
Grafik
 
{

public
:

  
virtual
 
~
Grafik
()
 
=
 
default
;

  
virtual
 
void
 
zeichne
(
const
 
Punkt
&
 
position
)
 
=
 
0
;

  
virtual
 
void
 
bearbeiteMaus
(
Event
&
 
ereignis
)
 
=
 
0
;

  
virtual
 
const
 
Punkt
&
 
getAusmasse
()
 
=
 
0
;

  
virtual
 
void
 
lade
(
std
::
istream
&
 
von
)
 
=
 
0
;

  
virtual
 
void
 
speichere
(
std
::
ostream
&
 
nach
)
 
=
 
0
;

protected
:

  
Grafik
()
 
=
 
default
;

};

class
 
Bild
 
:
 
public
 
Grafik
 
{

public
:

  
Bild
(
const
 
char
*
 
datei
)
 
{
 
// lädt Bild aus Datei

    
std
::
cout
 
<<
 
"Bild::Bild "
 
<<
 
datei
 
<<
 
'\n'
;

  
}

  
virtual
 
~
Bild
()
 
=
 
default
;

  
virtual
 
void
 
zeichne
(
const
 
Punkt
&
 
position
)
 
{

    
std
::
cout
 
<<
 
"Bild::zeichne "
 
<<
 
&
position
 
<<
 
"
\n
"
;

  
}

  
virtual
 
void
 
bearbeiteMaus
(
Event
&
 
ereignis
)
 
{}

  
virtual
 
const
 
Punkt
&
 
getAusmasse
()
 
{

    
return
 
NullPunkt
;

  
}

  
virtual
 
void
 
lade
(
std
::
istream
&
 
von
)
 
{}

  
virtual
 
void
 
speichere
(
std
::
ostream
&
 
nach
)
 
{}

private
:

  
// ...

};

class
 
BildProxy
 
:
 
public
 
Grafik
 
{

public
:

  
BildProxy
(
const
 
char
*
 
dateiName_
)

    
:
bild
(
nullptr
),
 
ausmasse
(
NullPunkt
),
 
dateiName
(
nullptr
)
 
{

    
dateiName
 
=
 
strdup
(
dateiName_
);

  
}

  
virtual
 
~
BildProxy
()
 
{}

  
virtual
 
void
 
zeichne
(
const
 
Punkt
&
 
position
)
 
{

    
std
::
cout
 
<<
 
"BildProxy::zeichne "
 
<<
 
&
position
 
<<
 
"
\n
"
;

    
getBild
()
->
zeichne
(
position
);

  
}

  
virtual
 
void
 
bearbeiteMaus
(
Event
&
 
ereignis
)
 
{

    
getBild
()
->
bearbeiteMaus
(
ereignis
);

  
}

  
virtual
 
const
 
Punkt
&
 
getAusmasse
()
 
{

    
if
 
(
NullPunkt
 
==
 
ausmasse
)
 
{

      
ausmasse
 
=
 
getBild
()
->
getAusmasse
();

    
}

    
return
 
ausmasse
;

  
}

  
virtual
 
void
 
lade
(
std
::
istream
&
 
von
)
 
{

    
von
 
>>
 
ausmasse
 
>>
 
dateiName
;

  
}

  
virtual
 
void
 
speichere
(
std
::
ostream
&
 
nach
)
 
{

    
nach
 
<<
 
ausmasse
 
<<
 
dateiName
;

  
}

  
BildProxy
(
const
 
BildProxy
&
)
 
=
 
delete
;
 
// Dreierregel

  
const
 
BildProxy
&
 
operator
=
(
const
 
BildProxy
&
)
 
=
 
delete
;

protected
:

  
Bild
*
 
getBild
()
 
{

    
if
 
(
nullptr
 
==
 
bild
)
 
{

      
bild
 
=
 
new
 
Bild
(
dateiName
);

    
}

    
return
 
bild
;

  
}

private
:

  
Bild
*
 
bild
;

  
Punkt
 
ausmasse
;

  
char
*
 
dateiName
;

};

class
 
TextDokument
 
{

public
:

  
TextDokument
()
 
=
 
default
;

  
void
 
fuegeHinzu
(
Grafik
*
)
 
{}

  
// ...

};

int
 
main
()
 
{

  
TextDokument
*
 
text
 
=
 
new
 
TextDokument
;

  
// ...

  
BildProxy
*
 
einBildProxy
 
=
 
new
 
BildProxy
(
"DateiName"
);

  
text
->
fuegeHinzu
(
einBildProxy
);

  

  
Punkt
 
p1
 
=
 
NullPunkt
;

  
einBildProxy
->
zeichne
(
p1
);

  
Punkt
 
p2
 
=
 
NullPunkt
;

  
einBildProxy
->
zeichne
(
p2
);

}

```

Die Programmausgabe ist ähnlich zu:
```
BildProxy
::
zeichne
 
0x7fff436da15f

Bild
::
Bild
 
DateiName

Bild
::
zeichne
 
0x7fff436da15f

BildProxy
::
zeichne
 
0x7fff436da15e

Bild
::
zeichne
 
0x7fff436da15e

```

### Programmierbeispiel für Bedarfsauswertung in PHP
```
// Subjekt-Interface: Der Klient hängt nur von dieser Abstraktion ab.

interface
 
Bild
 
{

    
public
 
function
 
getBreite
();

    
public
 
function
 
getHoehe
();

    
public
 
function
 
getPfad
();

    
public
 
function
 
Inhalt
();

}

// gemeinsame Elemente des echten Subjekts und des Stellvertreters werden hier zusammengefasst.

abstract
 
class
 
AbstraktesBild
 
implements
 
Bild
 
{

    
protected
 
$_Breite
;

    
protected
 
$_Hoehe
;

    
protected
 
$_Pfad
;

    
protected
 
$_Daten
;

    
public
 
function
 
getBreite
()
 
{

        
return
 
$this
->
_Breite
;

    
}

    
public
 
function
 
getHoehe
()
 
{

        
return
 
$this
->
_Hoehe
;

    
}

    
public
 
function
 
getPfad
()
 
{

        
return
 
$this
->
_Pfad
;

    
}

}

// echtes Subjekt

class
 
EchtesBild
 
extends
 
AbstraktesBild
 
{

    
public
 
function
 
__construct
(
$Pfad
)
 
{

        
$this
->
_Pfad
 
=
 
$Pfad
;

        
list
 
(
$this
->
_Breite
,
 
$this
->
_Hoehe
)
 
=
 
getimagesize
(
$Pfad
);

        
$this
->
_Daten
 
=
 
file_get_contents
(
$Pfad
);

    
}

    
public
 
function
 
Inhalt
()
 
{

        
return
 
$this
->
_Daten
;

    
}

}

// Stellvertreter. Lädt das Bild erst bei Bedarf.

class
 
BildStellvertreter
 
extends
 
AbstraktesBild
 
{

    
public
 
function
 
__construct
(
$Pfad
)
 
{

        
$this
->
_Pfad
 
=
 
$Pfad
;

        
list
 
(
$this
->
_Breite
,
 
$this
->
_Hoehe
)
 
=
 
getimagesize
(
$Pfad
);

    
}

    
protected
 
function
 
_BedarfsLaden
()
 
{

        
if
 
(
$this
->
_echtesBild
 
===
 
null
)
 
{

            
$this
->
_echtesBild
 
=
 
new
 
EchtesBild
(
$this
->
_Pfad
);

        
}

    
}

    
public
 
function
 
Inhalt
()
 
{

        
$this
->
_BedarfsLaden
();

        
return
 
$this
->
_echtesBild
->
Inhalt
();

    
}

}

// Klient

class
 
Klient
 
{

    
public
 
function
 
HtmlImg
(
Bild
 
$img
)
 
{

        
return
 
'<img src="'
 
.
 
$img
->
getPfad
()
 
.
 
'" alt="" width="50" height="50" />'
;

    
}

}

function
 
Test
()
 
{

    
$Pfad
 
=
 
'https://upload.wikimedia.org/wikipedia/commons/d/de/Wikipedia_Logo_1.0.png'
;

    
$klient
 
=
 
new
 
Klient
();

    
$image
 
=
 
new
 
EchtesBild
(
$Pfad
);

    
echo
 
$klient
->
HtmlImg
(
$image
),
 
"
\n
"
;

    
$proxy
 
=
 
new
 
BildStellvertreter
(
$Pfad
);

    
echo
 
$klient
->
HtmlImg
(
$proxy
),
 
"
\n
"
;

}

Test
();

```

## Verwandte Entwurfsmuster
- Adapter
- Brücke
- Decorator